# Luisia longispica
Luisia longispica är en orkidéart som beskrevs av Zhan Huo Tsi och Sing Chi Chen. Luisia longispica ingår i släktet Luisia och familjen orkidéer. Inga underarter finns listade i Catalogue of Life.